# Landing Craft Infantry

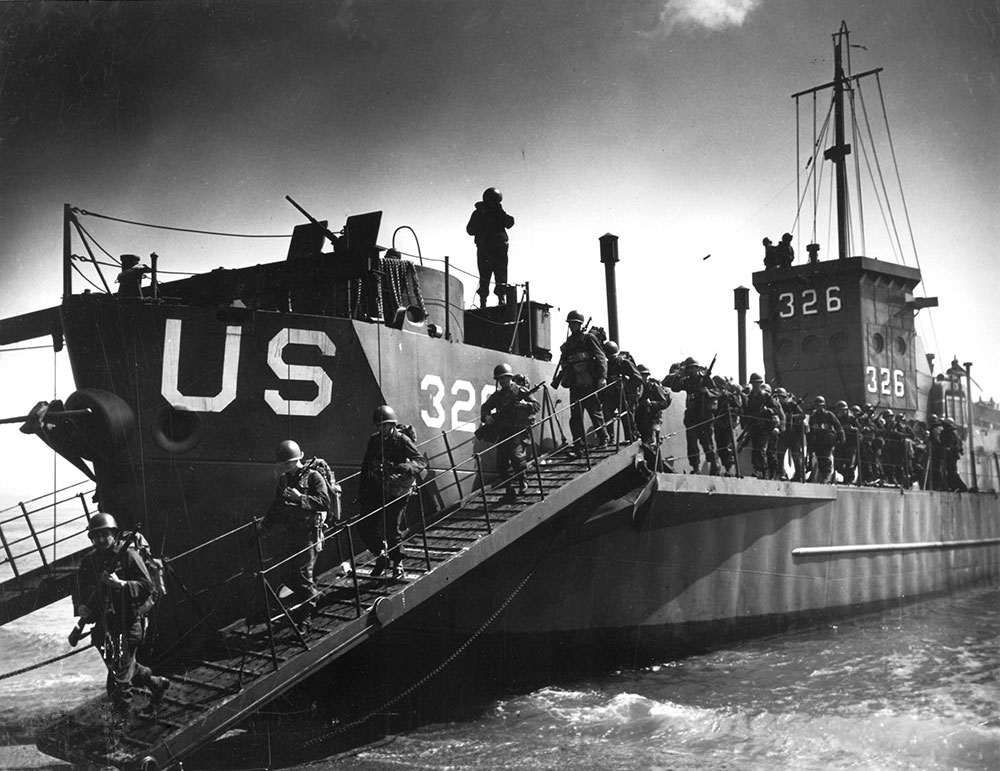
Oefening in Engeland voor de landingen op D-Day.

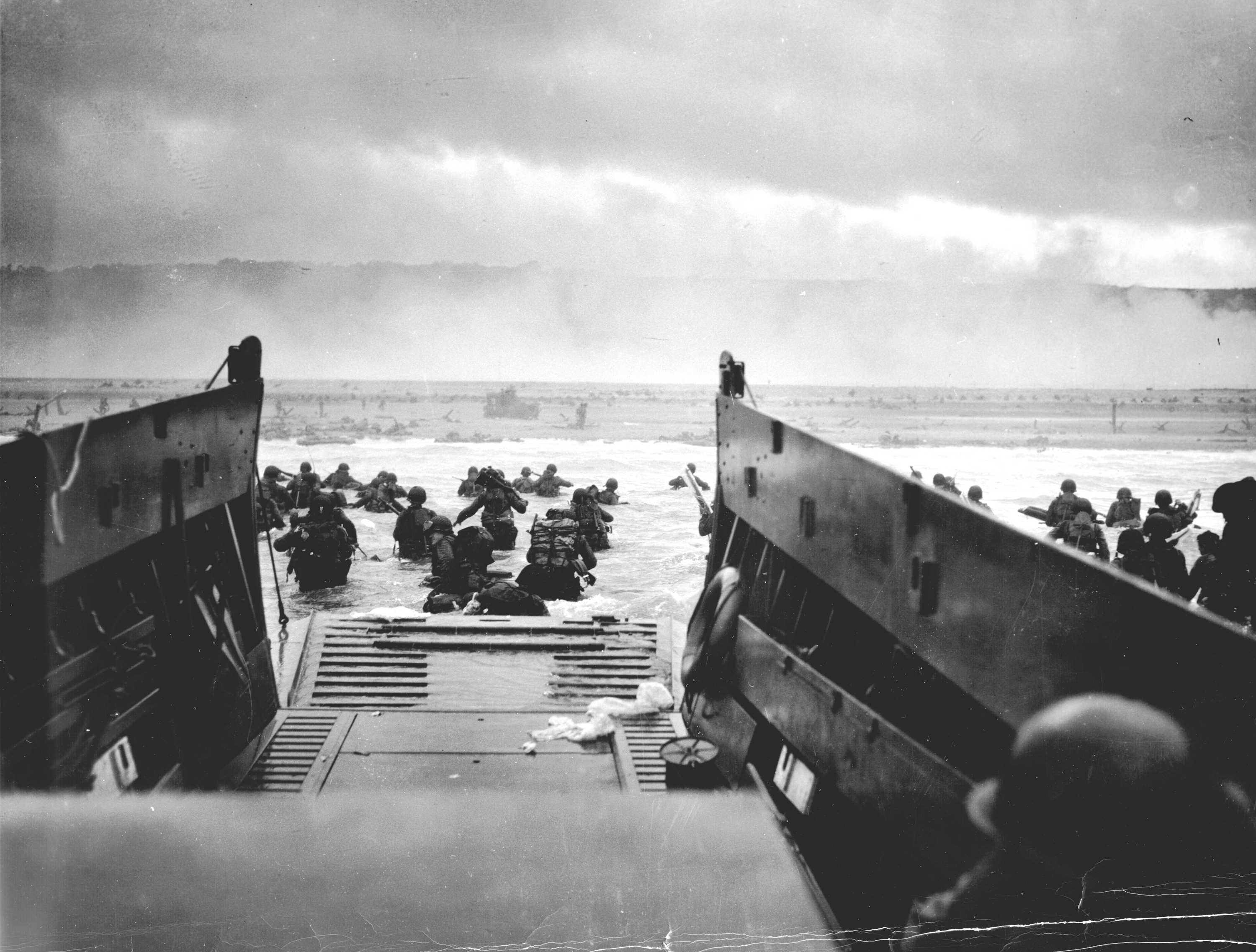
Omaha Beach

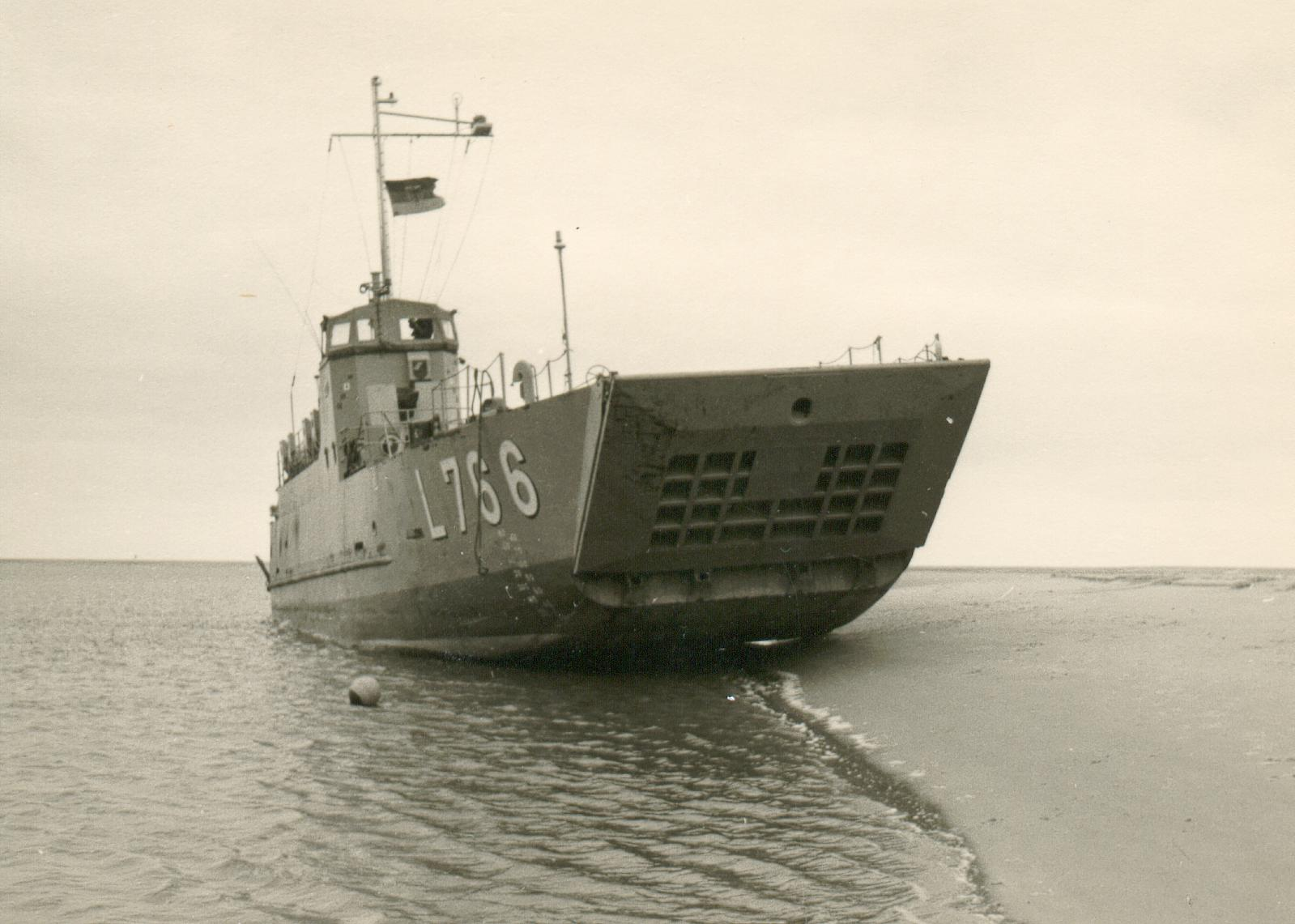
Duits landingsvaartuig, 1966.

De Landing Craft Infantry of LCI is een landingsvaartuig uit de Tweede Wereldoorlog
LCI's werden tijdens de Tweede Wereldoorlog gebruikt door de Amerikaanse marine om infanteristen aan land te zetten.
De LCI was een van de eerste Amerikaanse landingsvaartuigen en bezat afritten opzij, in plaats van landingsdeuren op de boeg zoals latere types. Het gewicht was 246 ton, de bewapening bestond uit een vijftal 20 mm kanonnen. Het vaartuig werd voortgestuwd door een dubbelschroefdiesel van 2.300 pk. De snelheid bedroeg ruim 14 knopen. 
Zijn afmetingen waren 47,70 m lang, 7,12 m breed en 1,73 m diep. De bemanning bedroeg 25 koppen, afgezien van de infanteristen.
Deze landingsschepen voeren mee met de vloot tijdens de landingen op onder meer Noord-Afrika, Sicilië, Anzio, en Normandië. Later in de Stille Oceaan waren zij van belang om de vele eilanden en atollen van de Japanners te helpen bevrijden.
Deze LCI's hadden een scherpe rechte voorsteven met daarbovenop een 20 mm kanon. De infanteriesoldaten zaten verscholen achter een dubbele stalen middenwand. Na de landing op het kuststrand kwam de infanterie er vanachter en liepen in rij achter elkaar aan bak- en stuurboordzijde van het schip op het strand. 
Achteraan had het een open verhoogde stuurhuis met daarachter het machinekamerhuis met daarop de overige vier 20 mm kanonnen.
Deze LCI's werden later door het Amerikaanse leger in Europa achtergelaten. Voor de burgerscheepvaart werden deze landingsschepen omgebouwd tot vrachtbinnenschepen of andere vaartuigen. Er varen nu nog steeds enkele van deze binnenschepen.